# Gran Tapiz del World Trade Center
El Gran Tapiz del World Trade Center era un tapiz de 1974 diseñado por Joan Miró y Josep Royo para el World Trade Center de la ciudad de Nueva York. La obra, ubicada en la recepción de la Torre Sur, resultó destruida en los atentados del 11 de septiembre de 2001.

## Historia
La Autoridad Portuaria de Nueva York y Nueva Jersey encargó a Joan Miró un tapiz de grandes dimensiones para decorar la entrada de uno de los dos edificios más altos de la ciudad. Miró solicitó a su vez la colaboración de Josep Royo, maestro tapicero con taller en Tarragona con el cual ya había elaborado el Tapiz de Tarragona en 1970, conservado actualmente en el Museo de Arte Moderno de Tarragona.

### Elaboración
Para crear un tapiz de semejantes dimensiones era necesario preparar un telar de alto lizo de seiscientos hilos, construido por Royo con la ayuda de Albert Magaroles y Josep Gual, profesores de la Escola del Treball de Barcelona. Se encargaron dos vigas de hierro con el fin de soportar tanto la tensión del hilado de la urdimbre como los dos cilindros. Una de las vigas estaba anclada a una de las paredes del edificio, construida sobre roca viva, disponiéndose el resto de elementos de forma horizontal debido a las considerables dimensiones del telar pese a ser de alto lizo. La construcción de las madejas de lana corrió a cargo de la empresa de hilados de Sabadell Filestam, dirigida por Ricard Llonch, procediendo el material de Nueva Zelanda y siendo los hilos del grosor de un dedo.
Miró realizó un esbozo pintado al óleo sobre tela de 57,2 por 105,2 centímetros, conservado actualmente en la Fundació Joan Miró de Barcelona. Para tejer el tapiz fue necesaria la labor de cinco mujeres además del propio Josep Royo, trabajando entre cinco y siete horas diarias durante diez meses. Royo visitaba frecuentemente el Mas Miró para informar al artista de la evolución de la obra. Por su parte, Miró también iba a menudo a Tarragona, hospedándose en el Hotel Lauria, en la Rambla Nova, y yendo a comer con Royo al restaurante Sol-rico o a cenar por el barrio del Serrallo. Debido a las tensiones acumuladas por el peso de la obra, durante el proceso de elaboración el tapiz corrió peligro cuando empezó a doblarse por la parte central, si bien Magaroles logró solucionar el problema añadiendo barras de acero a las vigas de hierro ya existentes. Durante una visita a La Farinera, el entonces director de la fábrica de tapices de Gobelin de París, una de las más reputadas del mundo, declaró que solo la maquinaria (conocida como «la máquina infernal») utilizada para la construcción de la obra ya era toda una aportación a la historia del tapiz. Durante la creación de la misma, la Fundació Maeght envió diversos autocares desde Saint-Paul-de-Vence con gente interesada en ver el proceso de elaboración del tapiz.
Pere Portabella grabó un pequeño documental titulado Miró, Tapís, donde se registra la parte final de la construcción de la obra así como su traslado desde la Farinera a Tarragona. Del mismo modo, Francesc Català-Roca también documentó parte del proceso mediante fotografías. Según declaraciones de Josep Royo:

Miró me avisaba cuando estaba en el Mas de Montroig. Iba, primero con una foto, luego ya tuve un Mini 1000. Paseábamos por los alrededores. Le decía a su mujer, la señora Pilar, que me diera una copa de mistela. No hablábamos nunca de arte, el arte lo hacíamos los dos en el estudio.

El tapiz presentaba tres figuras las cuales ocupaban gran parte del espacio, y del contacto entre ellas surgían campos donde se desarrollaba el cromatismo propio de Miró, estando la obra compuesta principalmente a partir de tonos rojos, verdes y amarillos. Las figuras presentaban estilemas típicos del artista, identificándose en la esquina superior izquierda la estrella característica de las obras de Miró. Las figuras eran también fruto de la combinación de los diferentes grosores y texturas de la lana, lo cual ayudaba a que la obra trascendiese las dos dimensiones habituales de los tapices. Así mismo, destacaba en la parte superior de la obra la presencia de lana blanca y negra acompañando a las figuras, traslado directo de las manchas de pintura blanca que Miró había plasmado en la maqueta de la obra.

### Traslado a París
La obra finalizada tenía un peso de cuatro toneladas. Para poder transportar el tapiz fue necesario la demolición de una pared lateral del edificio, el empleo de una grúa y la asistencia de profesionales del puerto de Tarragona, acontecimiento registrado en el documental de Portabella. El traslado del tapiz resultó tan impresionante que se publicaron dos fotografías en la revista Time el 26 de septiembre de 1973.
Antes de su llegada a Nueva York, el Gran Tapiz del World Trade Center fue exhibido durante dos meses en el Grand Palais de París con motivo de una doble exposición retrospectiva sobre la obra de Miró, quien había cumplido ochenta años en 1973. La obra tuvo problemas para cruzar la frontera francesa, siendo necesaria la intervención de Francesc Farreres, director de la Fundació Maeght, quien contactó a un alto cargo del gobierno de Madrid para que se concediera el permiso necesario para pasar la frontera.
La obra fue trasladada directamente de la capital francesa a Nueva York, viajando Royo con ella para encargarse de verificar todos los aspectos relativos a la instalación de la misma. A raíz de esta obra, Miró recibió el encargo del Tapiz de la National Gallery de Washington, el cual ejecutaría en 1977, nuevamente en colaboración con Royo, en La Farinera de Tarragona. Posteriormente se fabricarían unos pocos tapices más, entre los que destacan el de la Fundació Joan Miró de Barcelona (1979), el de la Fundació La Caixa (1980), y el de la Fondation Maeght de Saint-Paul-de-Vence (1980).

### Destrucción
El tapiz resultó destruido durante los atentados del 11 de septiembre de 2001, en los cuales también desaparecieron obras de artistas como Alexander Calder, Louise Nevelson, Pablo Picasso, Roy Lichtenstein, Paul Klee, Auguste Rodin y Le Corbusier. Según declaraciones de Josep Royo:

Estaba mirando la televisión aquel 11-S del 2001, viendo toda aquella destrucción, como se hundían las Torres Gemelas de Nueva York, cuando me di cuenta de que allí estaba el tapiz que habíamos hecho para el World Trade Center de Nueva York en 1974.

Tras el desastre, el entonces presidente del gobierno español José María Aznar pensó que sería buena idea confeccionar un tapiz similar para regalarlo al también entonces presidente de los EE. UU. George Bush. Josep Piqué, entonces Ministro de Asuntos Exteriores, se puso en contacto con Royo, quien dijo al respecto: «Por un lado me hacía ilusión y por el otro no sabía si me estaba poniendo en algún asunto complicado. Finalmente no se terminó de hacer». Royo declaró poco después de los atentados que no volvería a confeccionar el tapiz «porque ya no sería el mismo».